# Операција Уједињених нација у Мозамбику
Операција Уједињених нација у Мозамбику (ОНУМОЗ) основана је октобра 1992. године резолуцијом Савета безбедности 797, на основу извештаја који је поднео генерални секретар.
Сврха операције је била да се помогне у примени Општег мировног споразума, потписаног између председника Мозамбика, Жоакима Чисана и председника РЕНАМО-а, Афонса Длакаме. Мандат операције је подразумевао олакшавање примене Споразума; праћење прекида ватре; надгледање повлачења страних снага и обезбеђивање сигурности транспортних путева; пружање техничке помоћи и надзора целокупног изборног процеса. ОНУМОЗ је постојао од децембра 1992. до децембра 1994.